# Xenia heterocrypta
Xenia heterocrypta är en korallart. Xenia heterocrypta ingår i släktet Xenia och familjen Xeniidae. Inga underarter finns listade i Catalogue of Life.